# Godlewo-Warsze
Godlewo-Warsze – wieś w Polsce położona w województwie mazowieckim, w powiecie ostrowskim, w gminie Nur.
Administracyjnie w skład sołectwa Godlewo Warsze i Mierniki wchodzą wsie Godlewo-Warsze i Godlewo-Mierniki.
W latach 1975–1998 miejscowość administracyjnie należała do województwa łomżyńskiego.
Wierni Kościoła rzymskokatolickiego należą do parafii Przemienienia Pańskiego w Zuzeli.

## Historia
Nazwa wsi pochodzi od imienia Warsz (Warcisław).
W pierwszej połowie XVI w. wymieniony, żyjący w tej miejscowości, rycerz de Warszi. Wieś należała do okolicy szlacheckiej Godlewo.
Spis podatkowy z roku 1578 wymienia Godlewo Warsche, liczące 12 włók ziemi, w której dziedziczyli: Jakub, Stanisław, Bartłomiej i bracia. Wieś zamieszkana przez Godlewskich herbu Gozdawa, którzy stworzyli tu zaścianek szlachecki i przez wieki w nim dominowali. Spis ziemian z 1784 roku wymienia przede wszystkim Godlewskich. Udziały mieli również: Kietliński i Sutkowski.
W roku 1817 było tu 14 domów i 83 mieszkańców. Miejscowość należała do parafii Zuzela. W 1827 r. notowano tu 13 domów i 95 mieszkańców.
Na mapie Królestwa Polskiego z pierwszej połowy XIX w. można zauważyć zwartą zabudowę wsi, po lewej stronie drogi ze Strękowa. Po prawej stronie wyszczególniona karczma.
W 1891 r. we wsi mieszkało 18 drobnoszlacheckich gospodarzy uprawiających 87 ha ziemi. Przeciętne gospodarstwo mierzyło około 4 ha. Mieszkał tu również jeden gospodarz chłopski. W sumie, w Warszach żyło 114 mieszkańców. W 1906 roku liczba ludności wzrosła do 189 osób.
Spis powszechny z 1921 roku informuje o 25 domach i 149 mieszkańcach. Wieś należała do gminy Szulborze-Koty.